# Laura Harrington
Laura Harrington, född 29 april 1958 i Ann Arbor, Michigan, är en amerikansk skådespelare. 
Harrington är kanske mest känd för sin roll som systern till Gilbert i filmen Gilbert Grape från 1993. Hon hade också en stor roll i filmen Maximum Overdrive, skriven och regisserad av skräckförfattaren Stephen King, där hon spelade Emilio Estevez karaktärs kärleksintresse. Harrington hade även en biroll i filmen Djävulens advokat (1997) och har medverkat i tv-serien Quantum Leap. Hon var också med och skrev manuset till filmen The King's Daughter (2016).

## Filmografi i urval
- 1981 – The Dark End of the Street
- 1984 – City Girl
- 1984 – Hotet från åttonde dimensionen
- 1985 – Not My Kid
- 1986 – Maximum Overdrive
- 1987 – Faerie Tale Theatre
- 1989–1992 – Quantum Leap (TV-serie) (2 avsnitt)
- 1990 – Midnight Cabaret
- 1992 – Hemligheten
- 1993 – Gilbert Grape
- 1993 – Linda
- 1997 – Djävulens advokat
- 1998 – Paulie - papegojan som pratade för mycket
- 1999 – Providence (TV-serie)